# 今里博
今里 博（いまさと ひろし、1896年9月24日 - 1942年11月11日）は、日本の海軍軍人。最終階級は海軍少将。

## 経歴
長崎県出身。今里与吉、マン夫妻の息子として生れる。大村中学校を経て、1917年（大正6年）11月、海軍兵学校（45期）を卒業。1918年（大正7年）8月、海軍少尉任官。海軍水雷学校高等科で学ぶ。
1924年（大正13年）12月、金剛分隊長となる。その後海軍潜水学校乙種学生、呂号第十八潜水艦乗組、伊号第五十一潜水艦水雷長、第二十三駆逐艦水雷長などを経て、1928年（昭和3年）12月、呂号第二十七潜水艦長に就任。呂号第五十三潜水艦長に転じ、1929年（昭和4年）11月、海軍少佐に進級。
潜水学校で甲種学生として学び、1930年（昭和5年）6月、呂号第五十九潜水艦長に就任。第1潜水戦隊参謀、伊号第五十八潜水艦長、呉鎮守府付、沼風駆逐艦長、伊号第一潜水艦長などを歴任し、1935年（昭和10年）11月、海軍中佐に進級し神威副長に就任。
1936年（昭和11年）12月、横須賀防備戦隊参謀となり、第12戦隊参謀、第3潜水戦隊参謀、第4水雷戦隊参謀、横須賀鎮守府付などを歴任。1938年（昭和13年）5月、千代田艤装員に発令され、兼臨時佐世保防備戦隊参謀、千代田副長、第24潜水隊司令を経て、第20潜水隊司令に就任。1940年（昭和15年）11月、海軍大佐に進級。1941年（昭和16年）8月、第1潜水隊司令となり太平洋戦争を迎えた。
1942年（昭和17年）2月、第2潜水隊司令に転じ、佐世保鎮守府付、連合艦隊司令部付を経て、同年8月、報国丸艦長となる。インド洋を中心に通商破壊に従事。同年11月、オランダのタンカー「オンディナ」（6,341総トン）とその護衛にあたっていたイギリス海軍（植民地海軍）掃海艇「ベンガル」との交戦により報国丸が沈没した際に戦死。海軍少将に任ぜられた。